# Asantemanso

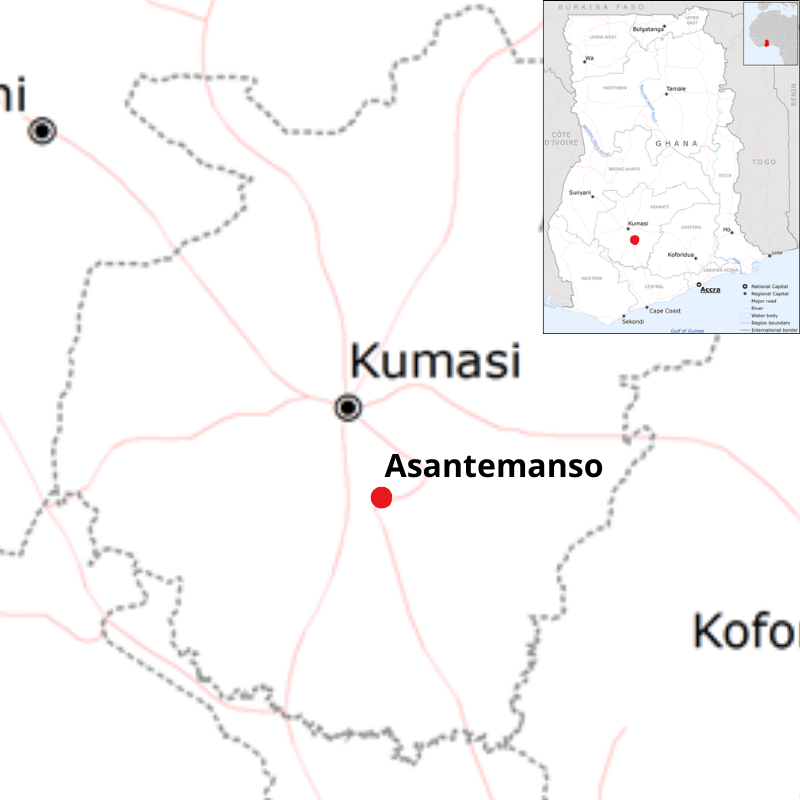
Localisation d'Asantemanso au Ghana.

Asantemanso est un village situé au coeur de la forêt sacrée au nord de Bekwai, dans le district municipal de Bekwai, au centre du Ghana, dans l'actuelle région Ashanti. Ce site est le témoin d'une importante et longue occupation sur plusieurs millénaires ainsi qu'un lieu de culte traditionnel des Ashantis. Les fouilles archéologiques mentionnent une première occupation dès 1070 avant J.C. avec de multiples périodes à fortes activité. Une importante activité économique est démontrée dès le IXe siècle et la ville aurait accueilli quelques milliers d'habitants dès le Xe siècle. Capitale d'un État médiéval, probablement de culture guan, elle profite des migrations Akan du XVe siècle et devient une ville importante du royaume de Bono.
Les différents mouvements migratoires font d'Asantemanso une ville importante dans la tradition orale Akan et Ashanti puisqu'elle serait le berceau du clan Oyoko et du clan Aduana, bien que leur origine première soit en réalité externe. Cette mixité culturelle provoque un important conflit interne au XVIIe siècle qui provoque l'effondrement et la destruction de la ville vers 1650. Aujourd'hui, le lieu est considéré sacré par les Ashantis qui y effectuent de nombreux rituels annuels.

## Histoire

### Origine etXesiècle
Pendant longtemps considérée comme une région faiblement peuplée, des fouilles menées dans le bassin forestier et en 1986 sur le site sacré d'Asantemanso permettent d'identifier une activité remontant à -700 J.-C., mais surtout une implantation à forte démographie dès le début du Xe siècle, avec une estimation de plusieurs milliers d'habitants, comparable aux capitales de la région. La couronne forestière dans laquelle s'implante la ville se situe à un croisement commercial en plein essor puisqu'il fait le lien entre les voies commerciales septentrionales lié au commerce malinkés et soudanais, les voies commerciales du Haut Niger et les voies commerciales aurifères de la Côte de l'Or. L'expansion d'Asantemanso se fait en lien direct avec la fondation du royaume de Bono et du site de Begho. Toutefois, si ces derniers sont de culture Akan, les pièces de poteries datant de cette période témoignent d'une culture proche de celle des Guan.
L'activité économique d'Asantemanso est, dès le IXe siècle, très liée à la métallurgie et à la poterie. Plusieurs sites archéologiques de la vallée sont caractérisées par de nombreux travaux d'infrastructure, tranchées, remblais et fossés intérieurs profonds. Dans le cas d'Asantemanso, les fouilles n'ont pu s'étendre à ces aspects, cantonnées seulement à une petite zone qui entoure le site sacré actuel. Elles démontrent toutefois une activité spécialisée au sein de la ville qui dépend alors probablement de l'agriculture produite par les villages environnants car elle ne possède que très peu de terres arables en l'absence de travaux de déboisement.

### Migrations duXVesiècleauXVIIesiècle
Les premières migrations Akan s'implantent progressivement dans la région majoritairement Guan. Dès le XVe siècle, les mouvements migratoires s'implantent également à Asantemanso et des villes environnantes. Des travaux de déboisement permettent à la ville d'augmenter sa surface agricole et l'augmentation démographique la transforme en très grande ville comportant 77 rues. Cette période coïncide avec l'installation, au XVIe siècle du clan Aduana, fuyant l'état Adansi. La réorganisation de la cité et ses nouvelles infrastructures pourraient être de leur fait.
Durant la première moitié du XVIIe siècle, une nouvelle vague migratoire s'opère depuis le sud à la suite des conflits internes qui secouent le royaume Adansi et provoquent l'émergence du royaume de Denkyira. Au sein de ce nouveau flux migratoire se trouvent d'autres membres du clan Aduana ainsi qu'un premier clan Oyoko. Dans la tradition Akan, Asantemanso est dès lors considéré comme le berceau du clan Aduana et du clan Oyoko, et donc aussi le berceau des Ashantis.
La tradition orale diverge de ce que les recherches archéologiques révèlent, sans pour autant être incompatible puisqu'elle fait le pont à partir de cette période. Asantemanso aurait été fondée par le clan Aduana et devient la capitale de l'État de Domaa. Prospère sous le règne des premiers Domaahene et au sein du territoire de Bono, elle accueille rapidement de nombreux migrants fuyant les conflits en cours au sein du royaume de Denkyira qui émerge. Un premier clan Oyoko, guidé par Akyempon Tenten, fuit Kokofu et noue une alliance forte avec le Domaahene qui leur octroie un quartier, Nampansa.
L'importance de la ville d'Asantemanso, dans la tradition orale, est telle que le nom même de la ville n'est probablement pas celui-ci à l'époque puisque le terme Asante n'apparait que vers 1600.

### Chute et destruction
Une seconde vague de migrants Oyoko rejoint Asantemanso depuis Juaben et Nsuta à la suite des relations cordiales établies avec le clan Aduana. Selon une autre source, le nombre de clans Oyoko ayant rejoint la ville s'élève au nombre de sept. Cette augmentation démographique déclenche, vers 1650, une guerre civile qui oppose les trois clans Oyoko aux Domaa et Aduana et provoque la destruction d'Asantemanso. La tradition orale ashanti tend à occulter cette guerre afin de favoriser le mythe fondateur qui entoure Osei Tutu Ier et Okomfo Anokye. En effet, ce conflit est perçu comme un échec, provoquant un nouvel exil du clan Oyoko.
Cette destruction provoque la dispersion des différents clans. Le premier clan Oyoko, dirigé par Akyeampon Tenten, retourne à Kokofu. Le second clan Oyoko, dirigé par Oti Akenten, s'installe à Kwaaman, ancien nom de Kumasi. Le troisième clan Oyoko tente de s'installer également à Kokofu, puis rejoignent Oti Akenten à Kwaaman. Cette dispersion provoque également l'émergence de nouvelles maisons dynastiques au sein du clan matrilinéaire. Chacune s'installe dans des villes environnantes telles que Juaben, Bekwai, Dadiasi et Mampon. L'origine commune de tout ces clans situés à Asantemanso en font effectivement le berceau du clan Oyoko et des futurs Ashantis.

### Usage actuel du site
Le site d'Asantemanso borde une forêt sacré qui accueille plusieurs rites. Le rite de Nkyidwo est l'un des plus importants et commémore l'arrivée du clan aduana en territoire ashanti. Mis en oeuvre par les aduana, certaines parties du rites sont considérées privées ou secrètes et se déroulent dans le bois sacré d'Asantemanso. Bien que secret, son déroulement est détaillé au travers d'un témoignage dans l'ouvrage de Gérard Pescheux. Toujours selon la tradition actuelle, c'est à Asantemanso qu'Ankyewa Nyame s'installe et fait apparaitre le clan Oyoko. Le lieu revêt une importance spirituelle particulière pour ce clan.

## Fouilles d'Asantemanso

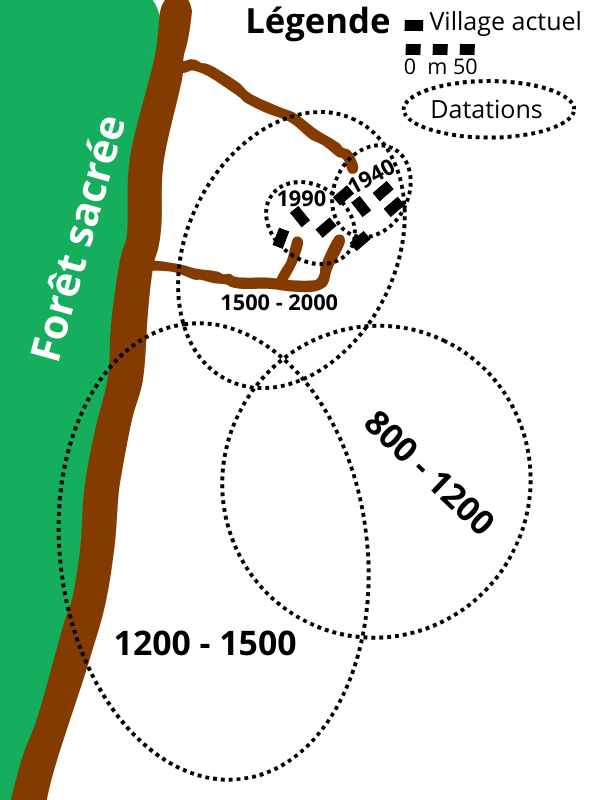
Zones de fouilles archéologiques et datations.

Les fouilles archéologiques réalisées en 1986 sur les sites associés au commencement de l'histoire Ashantis révèlent des datations au carbone 14 qui remettent en question les hypothèses actuelles sur les migrations Akan et l'origine des Guan. En effet, ces fouilles démontrent que le site est occupé dès le début du second millénaire et accueille plusieurs milliers d'habitants. Certaines datations remontent à plusieurs siècles avant J.-C.,.
Peter Shinnie, l'auteur des fouilles archéologiques, indique que le site est certainement un lieu d'implantation permanente. Dans le cas d'Asantemanso, une population de plusieurs milliers d'habitants semblent avérées dès les deux derniers siècles avant J.C. Ce point le conforte dans son hypothèse d'une occupation Guan plutôt qu'une population proto-Akan. Les objets identifiées remontent pour le plus tardif à 1070 av. J.-C. et permettent de faire le pont avec les autres sites archéologiques de la région, incluant ceux du complexe de Kintampo, confortant l'idée d'une première culture située sous le Sahel ayant établi une activité agricole durant le Ier millénaire av. J.-C.,.
Des outils fragments de poterie et d'outils en fer sont également trouvés, permettant d'envisager une activité agricole sédentaire plus ancienne qu'envisagé jusqu'alors. Les poteries identifiées sur le site démontrent deux périodes distinctes d'occupation culturelle laissant supposer que les occupants d'avant le Xe siècle sont associés à la culture des poteries de la vallée de Birim, les Guan. La seconde activité potière est caractéristique du style Akan. Les auteurs des fouilles ne se prononcent pas clairement sur l'identité des premiers habitants de la région mais vont dans le sens de l'hypothèse des Guan. Cette hypothèse remet en question l'histoire du peuplement de la région et les relations entre les Guan et les premiers Akan,. L'historien africaniste Ivor Wilks reste toutefois critique et considère toutefois que les découvertes effectuées à Asantemanso ne permettent pas de confirmer la présence d'activité agricole et d'un site d'ampleur antérieur à l'arrivée des Akans et « continue de penser qu'il s'agit d'un vieux camp de chasseur qui devient une ville par l'amalgame des migrations ».

### Bibliographe
- PESCHEUX Gérard, Le royaume asante (Ghana), KARTHALA Editions, 1er octobre 2003 (ISBN 978-2-8111-3751-9, lire en ligne)